# Aglaophenia trifida
Aglaophenia trifida är en nässeldjursart som beskrevs av Agassiz 1862. Aglaophenia trifida ingår i släktet Aglaophenia och familjen Aglaopheniidae. Inga underarter finns listade i Catalogue of Life.